# 25 Aquarii
25 Aquarii (d Aquarii) é uma estrela dupla na direção da Aquarius. Possui uma ascensão reta de 21h 39m 33.28s e uma declinação de +02° 14′ 37.5″. Sua magnitude aparente é igual a 5.10. Considerando sua distância de 241 anos-luz em relação à Terra, sua magnitude absoluta é igual a 0.76. Pertence à classe espectral K0III.